# Bogdan Rzońca
Bogdan Józef Rzońca, né le 1er février 1961 à Zarzecze en Pologne, est un homme politique polonais, membre de Droit et justice. Il est élu député européen en 2019.

## Biographie
En 1985, il est diplômé en sciences sociales du Collège pédagogique d'État de Cracovie. Il a ensuite suivi des études de troisième cycle en histoire et en gestion. En 2011, à la faculté de gestion et de communication sociale de l'université Jagellonne, il obtient un doctorat en sciences économiques sur la base de sa thèse intitulée Projakościowa restrukturyzacja zarządzania urzędem marszałkowskim. Il a travaillé comme enseignant et a également été directeur du complexe scolaire économique de Jasło.
Entre 1997 et 1998, il est gouverneur de la voïvodie de Krosno. À cette époque, il est membre de l'Union chrétienne-nationale. Entre 1998 et 2002, il est conseiller (au nom de l'Action électorale de Solidarité) du Podkarpackie Sejmik (conseil local de la voïvodie des Basses-Carpates), tout en étant maréchal de la voïvodie pour le premier mandat. Lors des élections législatives de 2001, il se présente sans succès au Sénat au nom du Bloc Senat 2001 (6e place sur 10 candidats dans le district de Krosno). En 2002, il se présente sans succès à la mairie de Jasło.
Lors des élections locales de 2006, il est réélu au Sejmik sur la liste Droit et Justice. Au sein du nouveau conseil exécutif, il occupe le poste de vice-président de la Chambre des représentants. Lors des élections de 2010, il est réélu à l'assemblée. Lors des élections de 2011 à la Diète, il se présente dans la circonscription 22 (Krosno) sur la liste Droit et Justice (PiS). Il remporte un siège au Parlement avec 15 623 voix. En 2015, il se présente avec succès à la réélection parlementaire (28 356 voix).
Lors des élections de 2019, il remporte un siège au Parlement européen, dans la circonscription des Basses-Carpates, avec 64 113 voix. En 2024, il se présente avec succès à la réélection avec 46 096 voix. Au cours de la dixième législature, il devient président de la commission des pétitions.

## Prix et distinctions
En 2009, le président Lech Kaczyński lui décerne la croix de chevalier de l'ordre de Polonia Restituta. En 2010, il est nommé citoyen d'honneur de la municipalité de Jasło.